# Bruno Montelatici
Bruno Montelatici (Livorno, 24 settembre 1903 – 13 gennaio 1947) è stato un calciatore italiano, di ruolo attaccante.

## Carriera
A partire dalla stagione 1923-1924 disputò 5 partite con lo Spezia; con il Livorno giocò complessivamente 12 gare, segnando 4 reti nel corso di cinque campionati di Prima Divisione (poi Divisione Nazionale).
Nella stagione 1931-1932 vestì la maglia del Lecce in Serie B, disputando 5 partite; in seguito militò nel G.S. Solvay Rosignano.